# Перевал Сомосьєрра
41°07′46″ пн. ш. 3°35′03″ зх. д. / 41.1295° пн. ш. 3.5842° зх. д.
Сомосьєрра — гірський перевал у Сьєрра-де-Гвадаррама на північ від Мадрида в Іспанії. Він з'єднує північ Мадридського співтовариства зі сходом провінції Сеговія. На південь від перевалу розташований муніципалітет Сомосьєрра з населенням 77 осіб.

## Перевал Сомосьєрра
Він має висоту 1434 метри (4705 футів) і перетинається дорогою A-1 (E5) через Тунель Хуан Мануель Морон Гарсія, короткий двоствольний тунель, названий на честь інженера-будівельника, який працював на іспанській мережі автомагістралей. Також є залізничний тунель довжиною 3,9 кілометра (2,4 милі).